# Aldo Bakker
Aldo Bakker né en 1971 à Amersfoort est un designer néerlandais.